# Wilsele (geslacht)
Het huis Wilsele was een adellijke familie, afkomstig van de stand van hereboeren. Het huis bestond circa de 12de eeuw en er is maar één familielid van bekend, Hendrik van Wilsele. Hendrik van Wilsele was de heer van Wilsele en Put rond 1190, in 1195 tekende hij mede een akte van de abdij van Keizersberg over de verpachting van enkele gronden van zijn heerlijkheid.